# ماسايوكي ميكاوا
ماسايوكي ميكاوا (باليابانية: 前川 正行) (مواليد 20 يونيو 1984)، هو لاعب كرة قدم ياباني سابق كان يلعب كلاعب وسط.

## وصلات خارجية
- ماسايوكي ميكاوا على موقع رابطة كرة القدم اليابانية للمحترفين (اليابانية)